# Illus
Illus (? - 488) est un général byzantin au rôle politique important sous les règnes de Zénon et de Basiliscus et qui soutient l'usurpateur Léontios en 484.

## Biographie

### Origines
Illus est originaire d'Isaurie tout comme Zénon mais son lieu de naissance est inconnu. Il a deux frères, Appallius Illus Trocundus militaire romain comme lui et Aspalios.
Pendant le règne de Léon Ier (457—474), il a tenu différents postes militaires et est devenu proche du chef Tarasicodissa avant qu'il ne devienne empereur sous le nom de Zénon. Jean Malalas fait d'Illus un oncle de Zénon. Cependant les premières traces écrites au sujet de ce général datent de sa révolte contre Zénon.
Il a combattu auprès de Tarasicodissa avant que celui-ci ne devienne Zénon, mais on ne connait pas les campagnes auxquelles il a participé.

### Usurpation de Basiliscus
Alors que Vérine, la veuve de Léon Ier et belle-mère de Zénon, co-empereur avec son fils Léon II, n'est pas satisfaite de son rôle à la cour de Constantinople, selon Jean d'Antioche, elle a pour amant Patricius, un ancien préfet du prétoire. À la mort de Léon II, en novembre 474, elle fait une demande à Zénon (peut-être celle de pouvoir épouser Patricius) mais Zénon refuse pour éviter un autre prétendant au trône impérial. Cependant, les origines « barbares » de l’empereur lui amènent l’antipathie du peuple de Constantinople et le parti germanique au sein de l’armée menée par Théodoric Strabon n’aime pas les officiers isauriens employés depuis Léon Ier pour réduire la dépendance impériale vis-à-vis des Ostrogoths.
Vérine se retourne alors contre Zénon et soutient l’usurpation menée par son frère, Basiliscus (475), avec le soutien des généraux Théodoric Strabon et Illus, qui oblige Zénon à quitter Constantinople. Illus et son frère Trocundus le poursuivent  jusqu'en Isaurie à la tête d'une armée. Les deux frères sont vainqueurs face à l'empereur en juillet 476 en le bloquant sur une colline baptisée "Constantinople" par les habitants. Illus prend en otage le frère de Zénon, Longinus.
Jean d'Antioche explique que Vérine espérait que Patricius soit mis sur le trône et qu'elle pourrait retrouver son statut d'impératrice. Cependant Patricius obtient seulement le titre de Magister Officiorum avant que Basiliscus ne le fasse tuer, tout comme les troupes d'Isauriens restées dans la capitale après la fuite de Zénon. Illus et Trocondus, Isauriens d'origine, sont mécontents des actions de Basiliscus contre leurs troupes. L'impopularité de l'usurpateur grandit à mesure qu'il augmente les impôts et défend les thèses monophysites contre les thèses chalcédoniennes majoritaires à Constantinople.
Alors, lorsque le Sénat de Constantinople tente de faire changer les deux frères de camp pour qu'ils soutiennent Zénon, ils acceptent. Ils reçoivent des lettres d’un des importants ministres de la cour, les pressant de ramener Zénon, car la cité préfère à présent un empereur isaurien restauré plutôt qu’un monophysite, dont l’impopularité augmente avec la rapacité fiscale de ses ministres. Celui-ci leur offre des cadeaux, leur fait des promesses et ils marchent ensemble sur Constantinople.
À Nicée, en Bithynie, Illus et son frère rencontrent l'armée d'Armatus, neveu de Basiliscus, qui lui aussi change de camp lorsque Zénon lui promet de lui donner le titre de magister militum à vie et de conférer le rang de césar à son fils. À Constantinople, Zénon se réconcilie avec Vérine, renverse Basilicus et s’en débarrasse en le faisant probablement mourir de faim dans la forteresse de Papirius ainsi que sa famille en 477.

### Rivalité avec Vérine et influence de Pamprépios
En 476, Pamprépios, un Égyptien qui se prétend magicien ou prophète, arrive à Constantinople et devient rapidement célèbre grâce à sa culture et à ses connaissances spirituelles. Il est présenté par l'officier Marsus au magister militum. Illus devient son protecteur, le faisant reconnaître comme professeur, lui envoyant des étudiants, lui obtenant un salaire public et le payant en plus sur ses deniers privés. Pamprépios a une mauvaise réputation dans la capitale, il serait païen, userait de la divination et son pouvoir sur Illus, le puissant général, crée des jalousies à la cour. Illus lui obtient même le titre de patrice. Zénon ne supporte pas le protégé d'Illus qu'il fait bannir de la capitale lors d'un voyage du général.
L'influence d'Illus sur l'empereur supplante celles de ses autres conseillers. Il est  maître des offices et patrice. Cela crée une inimitié entre lui et l'ancienne impératrice Vérine qui cherche à se débarrasser du général à plusieurs reprises car, selon Daniel le Stylite, elle le considère comme responsable de la mort de Patricius. Illus échappe à plusieurs attentats dont l'un est fomenté par Épinicus, un favori de Vérine, qui avoue l'implication de l'ancienne impératrice.
À la suite de cet attentat et de l'expulsion de Pamprépios, Illus quitte la cour avec son protégé pour l'Isaurie et refuse d'y revenir tant que Vérine y est présente. Zénon la bannit de Constantinople où elle ne reviendra plus, elle est envoyée en exil en Isaurie sous la surveillance de son ennemi juré, Illus.
La chronologie de ces évènements n'est pas claire et pourrait avoir eu lieu après la révolte de Marcien. Elle montre l'influence grandissante d'Illus sur l'empereur.

### Révolte porphyrogénète de Marcien
Illus est fait consul en 478.
En 479, Marcien, fils d'Anthémius, l’empereur de l'ouest et sa femme Léontia, sœur de l'impératrice Ariane, fomentent une révolte basée sur le droit de succession de Léontia, au détriment de sa sœur Ariane car elle est porphyrogénète c'est-à-dire née alors que son père était empereur. Jean d'Antioche considère que Vérina est à l'origine de cette révolte, mais son affirmation est incertaine.
Marcien débute la révolte à Constantinople où il défait les troupes de Zénon avec l'aide de la foule et finit par l'assiéger dans son palais. Illus hésite à prendre parti mais Pamprépios le convainc de prendre parti pour Zénon. Illus corrompt les troupes de Marcien, il réussit à faire entrer dans la cité des troupes isauriennes stationnées en Chalcédoine et  Marcien ainsi que ses frères Procope et Romulus sont pris. Les frères s'échappent mais Marcien est envoyé soit à Tarse en Cilicie pour devenir prêtre dans une église, soit à Papirius en Isaurie dont la forteresse est une prison.
Illus est vraiment le protecteur incontournable de Zénon sur le trône. En 481, Théodoric Strabon, ancien allié de Marcien, ayant perdu tous ses titres à la suite de leur révolte, tente de traverser le Bosphore pour s'emparer de Constantinople. Illus le repousse in extremis et Strabon se retire en Grèce où il meurt après une chute de cheval.

### Attentat d'Ariane
Trocondus son frère devient consul en 482 et Illus devient patricius et magister officiorum. Il s'acquitte parfaitement de ses offices en temps de paix comme en temps de guerre et s'intéresse aux sciences et à la littérature. Mais son pouvoir dérange toujours ses ennemis, l'ombre d'Aspar, faisant et défaisant les empereurs, plane sur ses actions.
En 480, toujours confinée en Isaurie, Vérine entretient une correspondance avec sa fille l'impératrice Ariane et lui demande d'être libérée. Zénon et Illus refusent. Selon Jordanès, Illus influence Zénon dans la suspicion vis-à-vis de l'impératrice Ariane qui aurait échappé à un attentat fomenté par son mari. Illus songe aussi à changer d'empereur sur le trône et Ariane fomente alors un attentat contre lui à l'hippodrome. Il en réchappe avec une oreille en moins. Son assaillant sera exécuté. Illus  est nommé maître de la milice d'orient et suivi de Pamprépios, il se retire à Nicée où il se fait soigner, suivi par un grand nombre de ses partisans.

### Conjuration de Léontius
Pendant son voyage à l'est, Illus reçoit le commandement général des armées. Marsus, qui lui a présenté Pamprépios, et le patricien Léontius, tous deux officiers, le premier isaurien le second syrien, l’accompagnent ou se joignent à lui lors de ce voyage, tout comme Trocondus. Il prépare le renversement de Zénon en s'appuyant sur les catholiques et le paganisme de Pamprépios contre l'empereur et les idées monophysites. Quand Zénon proclame l'hénotique, un édit de tendance monophysite et qu'un schisme a lieu au sein de l’Église en 484, la révolte devient ouverte.
Vers 483-484, le groupe de conjurés, alliés avec Vérine sous surveillance d'Illus depuis son exil de Constantinople, organise une révolte contre Zénon. Illus ne souhaite pas porter le pourpre lui-même, il libère Marcien prisonnier à Papurius et le déclare empereur mais il le dépose rapidement et déclare Léontius empereur, vainc l'armée de Zénon près d'Antioche, s'allie les troupes isauriennes impériales et prend possession de la forteresse de Papurius où il libère Vérine. Vérine, de rang impérial malgré son exil, peut couronner un Auguste. Illus la libère et les deux conjurés, chalcédonistes, proclament empereur Léontios, à Tarse.
Illus est le véritable responsable de cette conjuration, qui correspond aux menaces qu'il a faites à l'impératrice Ariane de changer l'homme sur le trône impérial. Il est difficile de comprendre que Vérine s’allie à son pire ennemi devenu commandant des armées orientales de l’empire. Cette révolte a pour but de renverser Zénon et mettre sur le trône un usurpateur, Léontios. Peut-être contrainte, Vérine envoie des lettres de soutien aux rebelles et demande à certaines villes de soutenir la révolte. Cependant, elle n'est peut-être qu'une marionnette aux mains de son geôlier et son changement de camp reste incongru au regard de la haine longtemps entretenue qu'elle a montrée les années précédentes envers Illus. D'ailleurs, le couronnement terminé, Illus la renvoie dans la forteresse-prison de Papurius. Elle meurt peu après, à la fin de l'année 484.
En 485, Zénon envoie une nouvelle armée contre les conjurés, constituée essentiellement de Macédoniens et de Scythes sous le commandement de Jean le Scythe, aidé par Théodoric le Grand. Les rebelles perdent près d'une ville dont la localisation n'est pas claire, Séleucie, et se réfugient à Papurius où ils sont bloqués. Trocondus tente de s'échapper mais est fait prisonnier et tué. Illus et Leontius, ignorants du destin de Trocondus et encouragés par Pamprépios qui leur assure du retour prochain de Trocondus et d'une victoire finale, résistent pendant  trois ans. Lors de la quatrième année, la mort de Trocondus est découverte et Illus fait tuer Pamprépios pour calmer ses troupes en colère face au conseiller d'Illus. Le siège s'achève après la trahison du beau-frère de Trocondus et d'Illus, envoyé de Constantinople par Zénon. En 488, Illus et Léontius sont décapités et leurs têtes sont envoyées à l'empereur.
Tillemont et Le Beau suggèrent que la révolte d'Illus était une tentative de restaurer le paganisme dans l'empire. Les preuves de cette tentative sont rares ; il est certain que la communauté païenne d'Alexandrie est persécutée par Zénon car ils sont suspects de soutenir la rébellion d'Illus. Un païen converti, Paralius, écrit une lettre à ses anciens coreligionnaires dans laquelle il rappelle combien ils ont prié et sacrifié pour le succès de la révolte d'Illus et de Pamprépios contre Zénon, et combien d'oracles soutenaient une future victoire des conjurés bien qu'à la fin, le Christianisme ait gagné.
La religion d'Illus n'est pas connue bien que Pamprépios soit païen mais sa révolte semble plus liée à une ambition personnelle et à sa volonté de prendre une place à la cour proche de celle d'Aspar (qui plaça Léon Ier sur le trône) et de faire et défaire les empereurs byzantins. Il échoue dans cet objectif.

### Sources
- "Παμπρενιος (Pamprenios)", Suda.
- Théophane, Chronographie.